# Manuel «Flaco» Ibáñez
Manuel Ibáñez Martínez (Acatlán, Oaxaca, 17 de octubre de 1946), conocido simplemente como Manuel «Flaco» Ibáñez, es un actor y comediante mexicano. Fue conocido por interpretar al personaje de Jorge Menéndez, el Jorjais, en la serie Vecinos (2005).

## Biografía y carrera
Manuel Ibáñez Martínez nació el 17 de octubre de 1946 en Acatlán de Pérez Figueroa, Oaxaca; es el menor y único varón de cuatro hermanos. Su madre se dedicaba al hogar y su padre era jornalero, pero nunca lo conoció porque se separaron poco después de que él llegó al mundo. Esto lo obligó a ayudar económicamente en casa desde pequeño y lo que ganaba en un billar y/o otorgaba para el sustento familiar. La ausencia de su progenitor durante su infancia fue cubierta por su tío Domingo, cuñado de su mamá, a quien amó profundamente por haber sido la figura paterna que necesitó.
Tras la muerte de su madre en 1968, su ánimo decayó, al tiempo que su situación económica era bastante precaria, por lo que comenzó a trabajar como reportero gráfico en una agencia de noticias que habían creado unos amigos suyos, quienes lo mandaron a cubrir el movimiento
estudiantil de ese año. Pero estando en esto se dio cuenta de que lo suyo era la actuación.
Se matriculó en la Facultad de Filosofía y Letras de la Universidad Nacional Autónoma de México y tras competir en un concurso de poesía oral obtuvo una beca para estudiar actuación en el Instituto Nacional de Bellas Artes. Su incursión en el Séptimo Arte lo convirtió en uno de los iconos de la comedia mexicana, gracias a películas como "Llegamos, los fregamos y nos fuimos", "Los peseros", "Los plomeros y las ficheras", "El rey de las ficheras", "La chica del alacrán de oro" y "Lagunilla mi barrio".
Contrajo matrimonio en cinco ocasiones. La primera fue cuando tenía 24 años, y de esa relación nació su hija Miranda, pero al poco tiempo se divorció.
Actualmente su esposa es Jacqueline Castro, con quien procreó dos hijas: Tanya y Daniela. El histrión descubrió que también tiene vocación de docente, por lo que ha formado parte del cuerpo de maestros del Centro de Capacitación Artística (CEA) de Televisa. En 2005 debutó como escritor en la serie de televisión Vecinos, producida por Eugenio Derbez. Al año siguiente tuvo varios compromisos laborales, entre ellos la película "Amor al Extremo", de Carlos Sariñana y Carolina Rivera, en la que aparece al lado de Aarón Díaz, Ximena Sariñana, Irán Castillo, Plutarco Haza y Verónica Tossaint. Asimismo se mudó a Argentina para la realización del programa "Amor mío", comedia de situación protagonizada por Raúl Araiza y Vanessa Guzmán, de la cual se produjeron dos temporadas en las que colaboró.

## Filmografía

### Telenovelas y películas
- Y llegaron de noche (2024) - Eduardo Arozamena[1]
- Más vale sola (2024) - Padre Amador Maldonado[2]
- Vencer el pasado (2021) - Camilo Sánchez[3][4]
- Alondra (1995)
- Red Horse: Jorjais's problems (2016)
- Antes muerta que Lichita (2015-2016) - Ignacio "Nacho" Gutiérrez
- La sombra del pasado (2014-2015) - Melesio Otero
- Qué pobres tan ricos (2013-2014) - Jesús Menchaca "El Hijo de Sumatra"
- Como dice el dicho (2013- 2017)
- La mujer del vendaval (2012-2013) - Timoteo Quiñónes
- Triunfo del amor (2010-2011) - Don Napoleón Bravo
- Zacatillo, un lugar en tu corazón (2010) - Profundo Isimo
- Hasta que el dinero nos separe (2009-2010) - Casimiro Gutiérrez "El Gutierritos"
- Camaleones (2009-2010) - Leonidas "El Amo" / Horacio García Montaño
- Un gancho al corazón (2008) - Dr. Lefort
- Las tontas no van al cielo (2008) - Don Manuel "Meño" Morales
- Destilando amor (2007) - Él mismo
- Vecinos (2005 – 2008, 2017) - Jorjais
- Amor mío (2006-2007) - Andrés Sinclair
- Amor extremo (2006)
- Sexo, amor y otras perversiones 2 (2006)
- Barrera de amor (2005-2006) - Nicanor López
- Rubí (2004) - Onésimo Segundo Raboso
- Hospital el paisa (2004)
- Clap... El lugar de tus sueños (2003) - Padre Constantino
- Amor real (2003) - Remigio Quintero
- Mujer, casos de la vida real (2 episodios, 2002-2003)
- Navidad sin fin (2001) - Darro
- El juego de la Vida (2001-2002) - Augusto Vidal
- Primer amor... a 1000 X Hora (2000-2001) - Conrado Baldomero
- Carita de ángel (2000-2001) - Cándido
- Tres mujeres (1999) - Héctor Gómez
- ¿Qué nos pasa? (2 episodios, 1999)
- Ángela (1998-1999) - Ramiro
- Mi Yegua bronca (1998)
- Las mulas del pueblo (1997)
- La chiva loca (1996)
- La culpa (1996) - Raúl Nava
- Balazos en la capirucha (1996)
- El talachas y su meneito (1996)
- El sexo no causa impuestos (1995)
- El burócrata (1995)
- Violencia en la obscuridad (1995)
- Rojo total (1995)
- Acapulco, cuerpo y alma (1995) - Teodoro
- Asesinos por naturaleza (1995)
- Tremendo Escopetón (1995)
- La cantina (1994)
- La Olimpiada del barrio (1994)
- Me muero de la risa (1993)
- Inseminación artificial (1993)
- Valentina (1993) - Rigoberto "Rigo" Pérez
- La fichera más rápida del oeste
- Movidas chuecas (1992)
- Los hojalateros (1991)
- No me des las... gracias llorando (1991)
- Lola la trailera 3 (1991)
- El bizcocho del Panadero (1991)
- Operación Tijuana (1991)
- Las travesuras del diablo (1991)
- La pistola del pájaro (1991)
- El callejón de los cocolasos (1991)
- Tequileros del Río Grande (1991)
- La leyenda del escorpión (1991)
- Serpiente (1991)
- El pájaro tata (1991)
- Narcovictimas (1991)
- Dando y dando (1990)
- Dos judiciales en aprietos (1990)
- Los aboneros del amor (1990)
- Tacos, tortas y enchiladas - La Rifa (1990)
- Inesperada venganza (1990)
- El dandi y sus mujeres (1990)
- Muerte bajo la piel (1990)
- Muertes violentas (1990)
- Noche de recamareras (1990)
- Tarot sangriento (1990)
- El pozo del diablo (1990)
- El reportero (1990)
- El lechero del barrio (1990)
- Brutalidad judicial (1990)
- Duelo de rufianes (1990)
- Compadres a la Mexicana (1990)
- Las guerreras del amor (1989)
- Las novias del lechero (1989)
- El garañón (1989)
- Solo para adúlteros (1989)
- Los rateros (1989)
- El nacimiento de un guerrillero (1989)
- Un macho en el reformatorio de señoritas (1989)
- El rey de las ficheras (1989)
- La portera ardiente (1989)
- Las borrachas (1989)
- En un motel nadie duerme (1989)
- Picardía nacional (1989)
- Dos camioneros con suerte (1989)
- Pilas calientes (1989)
- La chamarra de la muerte (1989)
- El chorizo del carnicero (1989)
- La Bamba sangrienta (1989)
- Día de muertos (1988)
- El gran relajo mexicano (1988)
- El vergonzoso (1988)
- Los maistros (1988)
- Agapito se mete en todo (1988)
- La ley del coyote (1988)
- Los hermanos machorro (1988)
- La nalgada de oro (1988)
- Para que dure no se apure (1988)
- La quinta del amor (1988)
- La mujer policía (1987)
- La ruletera (1987)
- Es Talón y cobra (1987)
- Destrampados in Los Ángeles (1987)
- Un macho en el salón de belleza (1987)
- Toda la vida (1986)
- Perseguido por la ley (1986)
- Las movidas del mofles (1986)
- Un macho en la cárcel de mujeres (1986)
- De todas... todas! (1985)
- Llegamos los fregamos y nos fuimos (1985)
- Vivir un poco (1985) - Leonardo Rafael Ramírez
- Ah que viejas canciones tan calientes (1985)
- El rey de la vecindad (1985)
- La pulquería ataca de nuevo (1985)
- Siempre en domingo (1984)
- Emanuelo (1984)
- Nosotros los pelados (1984)
- Las glorias del gran Púas (1984)
- Se sufre pero se goza (1984)
- Adiós Lagunilla, adiós (1984)
- Lagunilla 2 (1983)
- Hogar dulce hogar (1978-1982) - Manuel
- Cosa fácil (1982)
- Días de combate (1982)
- Una gallina muy ponedora (1982)
- La pulquería 2 (1982)
- D.F./Distrito Federal (1981)
- La pulquería (1981)
- Lagunilla, mi barrio (1981)
- El mil usos (1981)
- La grilla (1980)
- Buscando un campeón (1980)
- El alburero (1979)
- Pasajeros en tránsito (1978)
- Actas de Marusia (1976)
- México, México, ra ra ra (1976)
- La Presidenta Municipal (1975)
- La derrota (1973)
- Quizá siempre si me muera (1970)

### Espectáculos y reality shows
- Otro rollo con: Adal Ramones
- El gordo y la flaca
- Hazme reír y serás millonario (2009)
- Pequeños Gigantes (2011)
- Pequeños Gigantes 2 (2012)

#### Series y televisión
- Súper X (2017- 2018) - "La Cigarra carmesi"
- Nosotros los guapos (2016- 2020) - Don Ignacio Godínez "Don Nacho" / "El Suavecito"
- Vecinos (2005-2008/2012/2017-presente) - Jorjais

## Premios y nominaciones

### Premios TVyNovelas
| Año  | Categoría              | Telenovela                 | Resultado |
| ---- | ---------------------- | -------------------------- | --------- |
| 2016 | Mejor primer actor     | Antes muerta que Lichita   | Nominado  |
| 2016 | Mejor actor de reparto | La sombra del pasado       | Nominado  |
| 2015 | Mejor primer actor     | Qué pobres tan ricos       | Ganador   |
| 2014 | Mejor actor de reparto | La mujer del vendaval      | Ganador   |
| 2009 | Mejor primer actor     | Las tontas no van al cielo | Ganador   |

### Kids Choice Awards México
| Año  | Categoría        | Telenovela | Resultado |
| ---- | ---------------- | ---------- | --------- |
| 2010 | Villano Favorito | Camaleones | Nominado  |

### TV Adicto Golden Awards
| Año  | Categoría                          | Telenovela                 | Resultado |
| ---- | ---------------------------------- | -------------------------- | --------- |
| 2013 | Mejor actor en un personaje cómico | Qué pobres tan ricos       | Ganador   |
| 2008 | Mejor actor en un papel cómico     | Las tontas no van al cielo | Ganador   |